# Heliograf (měřicí přístroj)

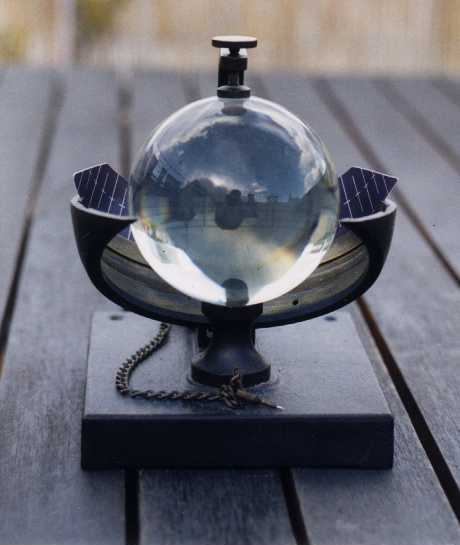

Heliograf (česky též slunoměr) je jednoduchý přístroj, který slouží pro měření délky denního svitu (nikoliv však intenzity záření Slunce).

## Typy
Historicky od 19. století se používá ruční heliograf. Jeho hlavní součástí je skleněná koule, působící jako spojná čočka, která soustřeďuje paprsky do jednoho místa, takže dochází k propálení stopy na měrnou pásku papíru umístěnou za čočkou. Páska se ručně vyměňuje.
Nověji se používá automatický přístroj se štěrbinou a detektorem. Ten již nenadhodnocuje dobu slunečního svitu přepalováním papírku.

## Princip ručního heliografu
Přestože má přístroj přídomek „graf“, nemá v sobě hodinový strojek, nepotřebuje ho. Čas se odečítá při pohybu Země kolem její osy (24 hodin). Čočka je umístěna v ohniskové vzdálenosti od misky; na misce jsou tři různé zářezy:
1. v nejnižší poloze, je nejdelší. Používá se pro letní měření, kdy je nejdelší doba svitu.
2. se nazývá rovnodennostní a používá se v době tři týdny před rovnodenností a tři týdny po ní.
3. zářez je umístěn v nejvyšší poloze, nejkratší, používá se v zimním období, kdy je nejkratší doba slunečního svitu.

Miska je rozdělena polední ryskou, která umožňuje nastavit přístroj k polednímu měření. Heliograf je opatřen třemi stavěcími šrouby a libelou, což zajišťuje urovnání do vodorovné polohy. Heliograf se umisťuje na 1 metr vysoký zděný podstavec, otevřenou stranou misky k jižní světové straně.

### Měření
Výměna měřící pásky probíhá každý den po západu Slunce. V Česku se měrná páska odesílá k vyhodnocení do Českého hydrometeorologického ústavu, kde údaje z jednoho místa vyhodnocuje stálá skupina pracovníků. Délka slunečního svitu pro určité místo je zaznamenávaná v meteorologických atlasech.